# Acoso Electrónico Organizado
Acoso electrónico, hostigamiento electrónico, tortura electromagnética, acoso organizado/grupal electronico, o tortura psicotrónica es real , según la cual los agentes del gobierno o personas malintencionadas utilizan la radiación electromagnética (el efecto auditivo por microondas), radar, y técnicas de vigilancia para transmitir sonidos y pensamientos a las cabezas de las personas, afectar los cuerpos de las personas, y acosar personas.  Las personas quiénes afirman experimentar esto se llaman a sí mismas "víctimas" o "individuo objetivo" ("TIs" en inglés por "targeted individuals"). Afirman que son víctimas del acoso electrónico organizado y muchos han unido a grupos de apoyo y defensa.
No hay evidencia empírica ni veridica sobre estos sucesos ni de "armas de control mental", por lo que se le considera una teoría conspirativa. Múltiples personas con delirios persecutorios y esquizofrenia hacen uso de esta teoría, para validar su actuar.

## Experiencias
Las experiencias de las personas que se describen a sí mismas como víctimas de acoso electrónico utilizando tecnología esotérica, y que se autodenominan "víctimas objetivo" o "targeted individuals" ("T.I.") en inglés, varían, pero las experiencias frecuentemente incluyen escuchar voces en sus cabezas (Voice to skull) llamándolos por su nombre, muchas veces burlándose de ellos o de otras personas alrededor, así como también sensaciones físicas como sensación de quemazón. También describen estar bajo vigilancia física por una o más personas. Muchas de estas personas actúan y funcionan normalmente e incluidos entre ellos están personas que son exitosas en sus carreras y sus vidas, y que encuentran estas experiencias confusas, molestas y, a veces, vergonzosas, pero completamente reales. Utilizan noticias, diarios militares y documentos de seguridad nacional desclasificados para respaldar sus afirmaciones de que los gobiernos han desarrollado tecnología que puede enviar voces a las cabezas de las personas y hacer que sientan cosas. El caso más sonado de entre estos T.I. el de Sebastián Piñera (Presidente de Chile) presentando la red 5G: "Las máquinas podrán leer nuestros pensamientos e incluso insertarnos pensamientos y sentimientos”  El 5G se transformará en el verdadero sistema nervioso de la sociedad".'The New York Times estimó que hay más de 10 000 personas que se autoidentifican como "víctimas objetivo".
La psicóloga Lorraine Sheridan fue coautora de un estudio sobre el acoso electrónico en el Journal of Forensic Psychiatry & Psychology. Según Sheridan, "hay que pensar en el fenómeno del T.I. en términos de personas con síntomas paranoicos que se han topado con la idea del acoso electrónico como una explicación de lo que les está sucediendo". Los profesionales de la salud mental dicen que los T.I.s pueden experimentar alucinaciones y sus explicaciones de ser un objetivo o de ser acosado surgen de trastornos delirantes o psicosis. El profesor de psiquiatría de Yale, Ralph Hoffman, afirma que las personas a menudo atribuyen voces en sus cabezas a fuentes externas como el acoso del gobierno, Dios, o parientes muertos, y puede ser difícil convencer a estas personas de que su creencia en una influencia externa es meramente una ilusión. Otros expertos comparan estas historias con relatos de abducciones por extraterrestres.
Noticias en la prensa han documentado a personas que aparentemente creyeron ser víctimas de acoso electrónico y, en algunos casos, persuadieron a los tribunales para que aceptaran. En 2008, James Walbert acudió a los tribunales alegando que su antiguo socio comercial lo había amenazado con "sacudidas de radiación" después de un desacuerdo, y luego afirmó sentir síntomas como sensaciones de descargas eléctricas y escuchar sonidos extraños en sus oídos. El tribunal decidió emitir una orden que prohíbe los "medios electrónicos" para seguir hostigando a Walbert .

### Delitos notables
Varias personas quiénes se describen a sí mismas como víctimas de acoso electrónico han cometido delitos; entre esos crímenes están los tiroteos masivos .
Fuaed Abdo Ahmed, un hombre de 20 años de edad, tomó como rehenes a un hombre y dos mujeres en la sucursal del Tensas State Bank de St. Joseph el 13 de agosto de 2013, y finalmente mató a dos rehenes antes de suicidarse. Una investigación policial posterior concluyó oficialmente que Ahmed sufría problemas mentales, como escuchar voces y esquizofrenia paranoide. Ahmed había acusado a la familia de su exnovia de implantar un "dispositivo de micrófono" de algún tipo en su cabeza.
El 16 de septiembre de 2013, Aaron Alexis disparó fatalmente contra doce personas e hirió a otras tres en el Washington Navy Yard con una escopeta en la que había escrito "mi arma ELF", antes de ser asesinado por los agentes de policía que respondieron. El FBI concluyó que Alexis sufría de "creencias ilusorias" de que estaba siendo "controlado o influenciado por ondas electromagnéticas de muy baja frecuencia".
El 20 de noviembre de 2014, Myron May disparó e hirió a tres personas en el campus de la Universidad Estatal de Florida y fue asesinado por los agentes de policía que respondieron. Antes del evento, se había vuelto cada vez más ansioso de que estuviera bajo vigilancia del gobierno y escuchara voces.
Gavin Eugene Long, quien asesinó a tres policías e hirió a otros tres en Baton Rouge, Luisiana, el 16 de julio de 2016, creía en numerosos movimientos antigubernamentales y teorías de conspiración, pero lo más notable era un miembro de un grupo dedicado a ayudar personas que sufren de "experimentación cerebral remota, monitoreo neuronal remoto de todo el cuerpo humano".

## DEW / Neuroweapons
Muchas víctimas y personas ligadas a la investigación científica de control mental han encontrado referencias a armas secretas en programas gubernamentales como el "Proyecto Pandora" de DARPA sobre los efectos biológicos y conductuales de la radiación de microondas encargada después del incidente de la Señal de Moscú, cuando la embajada de los Estados Unidos en Moscú fue bombardeada con microondas por los soviéticos a partir de 1953. Se descubrió que la intención de los soviéticos era escuchar a escondidas y bloquear electrónicamente en lugar de control mental. El Proyecto Pandora estudió los efectos de la exposición a la radiación ocupacional, y el comité de revisión científica del proyecto concluyó que la radiación de microondas no podía usarse para el control mental. Los defensores de la conspiración también citan con frecuencia la patente del Laboratorio de Investigación de la Fuerza Aérea de 2002 por usar microondas para enviar palabras habladas a la cabeza de alguien. Aunque no hay evidencia de que exista control mental usando microondas, los rumores de una investigación clasificada continúan alimentando las preocupaciones de las personas que creen que están siendo víctimas de ataques electrónicos.
En 1987, un informe de la Academia Nacional de Ciencias de EE. UU. encargado por el Instituto de Investigación del Ejército señaló a la psicotrónica como uno de los "ejemplos coloridos" de afirmaciones de guerra psíquica que surgieron por primera vez en descripciones anecdóticas, periódicos y libros durante la década de 1980. El informe citaba presuntas armas psicotrónicas, como un "obús nuclear hiperespacial" y la creencia de que las armas psicotrónicas rusas eran responsables de la Legionelosis y del hundimiento del USS Thresher entre las afirmaciones que "van de increíble a increíblemente increíble". El comité observó que, aunque existen informes e historias, así como usos potenciales imaginados para tales armas por parte de los tomadores de decisiones militares, "nada de la literatura científica respalda las afirmaciones de armamento psicotrónico".
Según los informes, la Federación de Rusia estaba estudiando armas psicotrónicas durante la década de 1990 con el analista militar teniente coronel Timothy L. Thomas diciendo en 1998 que había una fuerte creencia en Rusia de que las armas para atacar la mente de un soldado eran una posibilidad, aunque no se informaron dispositivos de trabajo. En Rusia, un grupo llamado "Víctimas de Experimentación Psicotrónica" intentó recuperar los daños del Servicio federal de Seguridad a mediados de la década de 1990 por presunta violación de sus libertades civiles, incluidos "rayos radiantes", poner químicos en el agua y utilizar imanes para alterar sus mentes. Estos temores pueden haber sido inspirados por revelaciones de investigaciones secretas sobre técnicas de guerra psicológica "psicotrónicas" durante la década de 1990, con Vladimir Lopatkin, miembro del comité Duma Estatal en 1995, conjeturando que "algo que fue secreto durante tantos años es el caldo de cultivo perfecto para teorías de conspiración".
En 2012, el ministro de Defensa ruso Anatoly Serdyukov y el Primer Ministro Vladímir Putin, comentaron los planes para redactar propuestas para el desarrollo de armas psicotrónicas. El editor de ciencia de NBC News, Alan Boyle, descartó las nociones de que tales armas realmente existían y dijo: "No hay nada en los comentarios de Putin y Serdyukov que sugiera que los rusos estén cerca de tener armas psicotrónicas".
Mike Beck, un ex espía de la NSA, cree que su Enfermedad de Parkinson fue causada por acoso electrónico. Según el abogado de Beck, Mark Zaid, la NSA declaró que una potencia extranjera no identificada construyó un arma de microondas diseñada para causar daños al sistema nervioso. Según los informes, Zaid declaró que cree que los ataques encubiertos con haces de microondas han estado ocurriendo durante décadas. Las afirmaciones de Zaid son disputadas por la NSA y el Departamento de Trabajo.

## Comunidades de apoyo y defensa
Existen amplias redes de apoyo en línea y numerosos sitios web en donde personas tratan de ayudar a las víctimas hacer público estos delitos encubiertos. El psiquiatra de Palm Springs, Alan Drucker, ha identificado evidencia de trastornos provocados por acoso psicológico y los psicólogos están de acuerdo en que dichos ataques son perpetrados por agentes en forma encubierta y se trata de tapar o esconder estos delitos a la sociedad.  Algunos recomiendan compartir experiencias podría funcionar como una forma de terapia cognitiva grupal.
Según el psicólogo Sheridan, la cantidad de contenido en línea sobre acoso electrónico sugiere que es un hecho sin debate sobre el tema.
Como parte de un estudio británico realizado en 2006 por Vaughan Bell, psiquiatras independientes determinaron que "Hay señales de ataques electromagnéticos y acoso psicológico " basándose en la evaluación de una muestra de víctimas de control mental. Psicólogos han identificado muchos ejemplos de gente que reportan "experiencias de control mental" (MCEs por sus siglas en inglés) en páginas web autopublicadas que "tienen una alta probabilidad de ser influenciadas por creencias ilusorias". Los temas comunes incluyen "gente mala" utilizando "psicotrónicos" y "microondas", menciones frecuentes del proyecto MKULTRA de la CIA y citas frecuentes de un artículo científico titulado "Respuesta dl sistema auditivo humano a la energía electromagnética modulada."
Algunas personas que se describen como víctimas de acoso electrónico se han organizado y han hecho campaña para detener el uso de supuestas armas psicotrónicas y otras armas de control mental. Estas campañas han recibido cierto apoyo de figuras públicas, incluido el excongresista estadounidense Dennis Kucinich, quien incluyó una disposición que prohíbe las "armas psicotrónicas" en un proyecto de ley de 2001 que luego se retiró, y el exrepresentante del estado de Misuri, Jim Guest.

## Informes de ataques en el mundo

### Bélgica
El médico belga Yves Couvreur identifica y denuncia casos de acoso colectivo por parte de la OTAN de tipo electromagnético y Gang Stalking. Yves Couvreur diseña 3 fabricantes de esas armas: Bogena, Lars y Regis.

### Francia
Desde 2015, Frédérique Laroche denuncia el acoso colectivo por parte del Estado francés de tipo electromagnético y el Acoso en grupo. En 2024, Hélène Pelosse denuncia el acoso electromagnético en la película Les Survivantes.

### Gran Bretaña
El testimonio de Barrie Trower, un exmiembro de la Royal Navy, documenta el uso de estas armas por parte de Gran Bretaña, particularmente sobre el Campamento pacifista de mujeres en Greenham Common y sobre los católicos durante el Conflicto de Irlanda del Norte.

### India
Desde entonces, otros casos se han multiplicado en todo el mundo. En agosto de 2020, el ejército chino habría utilizado armas de microondas contra militares indios, en disputas fronterizas en la región de Ladakh (Himalaya), a más de 4000 m de altitud. Acosados, los soldados indios sufrieron malestar, náuseas y vómitos antes de retirarse.